# Leo Sontag
Leo Ludwig August Eugen Sontag (né le 8 juin 1857 à Minden et mort le 13 juillet 1929 à Hambourg) est un général d'infanterie prussien.

## Biographie

### Origine
Leo est le fils du futur major général prussien Guido Sontag (de) (1821-1889) et de son épouse Karoline, née Hofmann (1827-1893). Le lieutenant-général prussien Guido Sontag (1858-1931) est son frère.

### Carrière militaire
Après sa formation dans le corps des cadets, Sontag est transféré au 34e régiment de fusiliers de l'armée prussienne à Stettin en tant que sous-lieutenant le 23 avril 1874. Il est promu premier lieutenant le 1er novembre 1884 et, à ce titre, est transféré au 11e bataillon de chasseurs à pied (de) à Marbourg le 14 février 1885. En tant qu'officier de la compagnie, il est affecté à l'école des sous-officiers de Potsdam le 1er octobre 1887. À la suite du 66e régiment d'infanterie, il est affecté le 1er octobre à l'école préparatoire des sous-officiers (de) de Weilbourg en tant que commandant de compagnie. Le 14 décembre 1889, il est promu capitaine. Avec le transfert au 76e régiment d'infanterie, Sontag est nommé chef de 12e compagnie à Lübeck le 22 mars 1891. Du 20 juillet au 3 septembre 1892, il est affecté à l'école de tir d'infanterie de Spandau. À partir du 17 septembre 1892, il est membre régulier de l'école de tir d'infanterie sous un poste à la suite dans son régiment.
Tout en étant maintenu provisoirement à son poste et en étant muté, Sontag est mis à la suite du 164e régiment d'infanterie et promu major surnuméraire. Il est transféré au 19e régiment d'infanterie (de) le 18 janvier 1901 et nommé commandant du 1er bataillon à Görlitz. En tant que lieutenant-colonel, il est transféré à l'état-major du 34e régiment de fusiliers le 10 avril 1906 puis au 66e régiment d'infanterie. Sontag est initialement chargé de diriger ce régiment et est nommé commandant le 27 janvier 1909, lorsqu'il est promu colonel. Sontag abandonne ce poste le 18 novembre 1909 et sert comme commandant de l'école de tir d'infanterie jusqu'au 21 avril 1912. Il prend ensuite le commandement de la 33e brigade d'infanterie à Altona, avec promotion au grade de major général. À compter du 1er octobre 1912, Sontag est nommé inspecteur des chasseurs et des fusiliers et se voit en même temps confier la direction du commandement du corps équestre de la police militaire. Ses réalisations sont reconnues le 16 janvier 1914 lorsqu'il reçoit l'ordre de l'Aigle rouge de 2e classe avec feuilles de chêne
Pendant la Première Guerre mondiale, Sontag commande la 41e division d'infanterie du 2 août au 16 septembre 1914. À la bataille de Tannenberg, il avertit en vain d'une avancée sur Waplitz (de) ; Lors de la bataille de Waplitz (de) le 28 août, sa division subit une lourde défaite, 2 861 soldats sont tués. Du 7 octobre 1914 au 22 février 1915, il commande la 18e division de réserve. Le 22 mars 1915, Sontag est promu lieutenant général. En conséquence, il commande la 56e division d'infanterie du 30 juin 1915 au 17 juin 1916, du 18 juin 1916 au 24 février 1917, la 113e division d'infanterie, du 1er mars au 4 septembre 1917 le corps alpin allemand et du 5 septembre au 2 novembre 1917 la 5e division de remplacement (de).
Avec l'ancienneté du 3 décembre 1918, Sontag reçoit le caractère de général d'infanterie

### Famille
Le 15 décembre 1888, Sontag se marie avec Marieagnes (née en 1867), fille du lieutenant-général prussien Erdmann von Schweinichen (de) et de son épouse Marie, née von Festenberg-Packisch (1843-1919) à Spandau